# Табачные протесты в Иране
Табачные протесты в Иране (перс. نهضت تنباکو‎) — народное движение иранских шиитов против введения английской табачной монополии, начавшееся 8 марта 1890 года и продлившиеся около года. Табачные протесты считаются зарождением национально-освободительного движения иранского народа.

## Положение в стране
XIX век стал для династии Каджаров переломным — ее позиции становились все более шаткими из-за растущего иностранного присутствия в Иране. Едва оправившись после военных столкновений с Российской империей в 1813 и 1828 годах и Британской империей в 1857 году, правительство Каджаров было вынуждено уступить условиям иностранных держав. В уязвимом положении оказались иранские торговцы, так как их продукция не могла на равных конкурировать с поставленными из Европы товарами.
Как рассказывают иностранцы, находившиеся в Персии в тот момент, правительство Каджаров стало очень непопулярным среди населения: народ считал, что правители заботятся только о своем положении и равнодушно относятся к проблемам населения страны. Позднее британскими подданными, жившими в Иране, было высказано мнение, что главной причиной того, что Каджары не были свергнуты раньше, был факт британской и российской интервенции в стране — иностранные государства поддерживали шахский режим.
В 1872 году Насер ад-Дин Шах договорился с британским бароном Юлиусом де Рейтером о предоставлении иностранной стороне контроля над персидскими дорогами, телеграфами, заводами, добычей ресурсов и т.д. взамен на оговоренную сумму. Концессия Рейтера была встречена возмущением не только иранцев, но и правительства Российской Империи. Находясь под огромным давлением, Насер ад-Дин постепенно отменил данное соглашение.

## Табачная концессия
В марте 1890 года Насер ад-Дин шах предоставил майору Г.Ф.Табольту монополию на производство, продажу и экспорт иранского табака на 50 лет. Взамен Табольт выплатил шаху все проценты от работы отрасли. К осени 1890 года концессия была продана Имперской табачной корпорации Персии — компании Табольта.
Иранский табак обладал особенной ценностью: во-первых, качество иранского табака всегда славилось на весь мир; во-вторых, в Персии выращивались виды табака, которые не выращивались больше нигде в мире.
Впоследствии все это вылилось в так называемую «табачную монополию»: производители и торговцы табаком в Персии вынуждены были продавать свои товары британцам, которые затем перепродавали табак по цене, оговоренной британской стороной и правительством Персии.
На тот момент в табачной промышленности Персии работало более 200 тыс. человек, поэтому концессия представляла собой серьезный удар по иранским базарам, значительная часть дохода которых шла именно от продажи табака. По сути, табачная монополия угрожала Ирану безработицей в табачном секторе.
Весной 1891 года в крупных городах начались массовые протесты против монополии. Богатые торговцы табаком сыграли решающую роль в развитии народных волнений, организовав митинги на базарах и обратившись к видным религиозным деятелям.
Шираз, Тегеран и Тебриз превратились в главные центры противодействия табачной концессии. В мае 1891 года известный ширазский мулла Сейед Али Акбар был выслан из города по приказу шаха за проведение проповедей против монополии. Уезжая из города, Сейед Али Акбар попросил Джамала ад-Дина аль-Афгани написать письмо одному из главных духовников Шираза Мирзе Хасану Ширази.

## Антитабачная фетва
В 1890 году великий аятолла Мирза Мухаммед Хассан Хуссейни Ширази выпустил фетву, в которой было сказано, что курение табака равносильно войне против скрытого шиитского имама Махди. В шиизме Махди играет исключительную роль, и призыв Ширази вызвал эффект разорвавшейся бомбы.
Иранцы резко перестали курить табак, причем бросили курение даже те, кто не мог избавиться от вредной привычки в течение долгих лет. До фетвы в Иране курили абсолютно везде, даже внутри мечетей. Несмотря на популярность табака, религиозный запрет возымел такое сильное влияние, что даже слуги в гареме шаха отказались забивать трубки женам шаха. Иранские торговцы по всей стране начали закрывать самые крупные базары.
В январе 1892 года шах отменил концессию. Уже 26 января Ширази выпустил новую фетву, отменив предыдущую.
Считается, что именно эти антитабачные протесты, зародившие национально-освободительное движение в Персии, привели впоследствии к Конституционной революции.